# I'll be there (嵐)
「I'll be there」是嵐的第51張單曲。於2017年4月19日發行。唱片公司為J Storm。

## 概要
- 此單曲和前作「Power of the Paradise」發行約相隔7個月，為2017年的第1張單曲。
- 本作發行了初回限定盤和通常盤2種盤面，初回限定盤裡附有收錄了「I'll be there」的MV和幕後花絮的DVD和CW曲「Round and Round」，通常盤裡收錄了CW曲「unknown」「Treasure of life」。
- 另外，初回限定盤和通常盤的CD封面有所不同。

## 收錄內容
- 曲名及時間皆參考公式網站上所寫的。

### 初回限定盤

#### CD
1. I'll be there
（作詞:Goro.T / 作曲:Round and Round ，佐原康太/ 編曲:佐原康太，metropolitan digital clique）
劇集『貴族偵探』的主題曲。
2. Round and Round
（作詞:Funk Uchino / 作曲:Christofer Erixon，Josef Melin / 編曲:Josef Melin）
3. Round and Round (Instrumental)

#### DVD
1. 「I'll be there」短片+幕後花絮影像

### 通常盤
1. I'll be there
2. unknown
（作詞：Macoto56 / Rap詞：櫻井翔 / 作曲：AI Swettenham，HIKARI / 編曲：吉岡たく）
3. Treasure of life
（作詞：Tutti/作曲：Erik Lidbom，Simon Janlöv/編曲：Simon Janlöv）
4. I'll be there (Instrumental)
5. unknown (Instrumental)
6. Treasure of life (Instrumental)

## 腳注
1. ↑  I'll be there(初回限定盤) オリコン